# Werner Nagel (Philologe)
Werner Nagel (* 12. Dezember 1937 in Bregenz) ist ein österreichischer klassischer Philologe, der als Lehrer, Sach- und Schulbuchautor den Unterricht für Latein und romanische Sprachen mitgestaltete.

## Leben
Nach der Matura studierte Werner Nagel in Innsbruck Latein, Griechisch und Archäologie sowie Anglistik und Amerikanistik. 1957 trat er der katholischen Studentenverbindung K.Ö.H.V. Leopoldina Innsbruck im ÖCV bei. Er schloss 1962 mit Magister und Doktorat in alten Sprachen ab. In Latein und Englisch legte er Lehramtsprüfungen ab und arbeitete bis zur Schließung am Jesuitenkolleg Stella Matutina in Feldkirch, danach am Bundesgymnasium Feldkirch. Nagel übersetzte den Studienreiseführer R. und C. Cook, Southern Greece ins Deutsche, der beim Stuttgarter Hans E. Günther Verlag veröffentlicht wurde.
Im Laufe seiner Berufstätigkeit hatte er zahlreiche Ämter inne. Nagel hielt Vorträge beim Bildungswerk, am Pädagogischen Institut des Bundes, bei regionalen und österreichweiten Tagungen der Arbeitsgemeinschaft Klassischer Philologen sowie internationalen Kongressen (Heidelberg, Lissabon, Ouro Preto/Brasilien). 
Seit seiner Hochzeit mit einer Brasilianerin beschäftigte er sich mit der portugiesischen Sprache, später auch mit Spanisch und weiteren romanischen Sprachen. Seine Erfahrungen im Hinblick auf ihre Entwicklungen aus dem Lateinischen band er in den Lateinunterricht ein, was ihm einen Lehrauftrag an der Universität Salzburg verschaffte. Er verfasste eine Reihe von wissenschaftlichen Artikeln zur Aktualisierung des Lateinunterrichtes und der Lehrerausbildung.

## Ämter
- Leiter der Arbeitsgemeinschaft Klassischer Philologen Vorarlberg
- Lehrerverhaltenstrainer an der Pädagogischen Akademie (heute Pädagogische Hochschule)
- Mitglied der Unterrichtskommission des Liechtensteinischen Gymnasiums für Latein
- Mitglied der vom Bundesministerium eingerichteten Arbeitsgruppe „Sprache und Kultur“
- Lehrauftrag an der Universität Salzburg

## Schriften
- Auxilia 41 – Latein – Brücke zu den romanischen Sprachen. Entwicklungslinien, Sprachregeln, Texte, Übungen. Buchner, 1997, ISBN 3-7661-5441-9.
- Auxilia 51 – Latein und romanische Sprachen. Ihre Vernetzung in Unterrichtseinheiten. Buchner, 2003, ISBN 978-3-7661-5451-4.
- Latinitas Fons – Fortwirken des Lateinischen im Spektrum moderner Sprachen. Braumüller, 2006, ISBN 978-3-7003-1553-7.

Übersetzungen:
- Robert Cook, Kathleen Cook: Antikes Griechenland. Ein Kunst- und Reiseführer für die Antike und die späteren Kulturen. Aus dem Englischen übertragen von Werner Nagel. 1970.
- Robert Cook, Kathleen Cook: Südliches Griechenland. Studienreiseführer für die Antike und die späteren Kulturen. Aus dem Englischen übertragen von Werner Nagel. 1970.